# فرديناند فيربر
فرديناند فيربر (بالفرنسية: Ferdinand Ferber)‏ هو مهندس وطيار فرنسي، ولد في 8 فبراير 1862 في ليون في فرنسا، وتوفي في 22 سبتمبر 1909 في بولوني سور مير في فرنسا.